# Zhou Yu
Pour les articles homonymes, voir Zhou.
Dans ce nom chinois, le nom de famille, Zhou, précède le nom personnel.
 (septembre 2016).
Si vous disposez d'ouvrages ou d'articles de référence ou si vous connaissez des sites web de qualité traitant du thème abordé ici, merci de compléter l'article en donnant les références utiles à sa vérifiabilité et en les liant à la section « Notes et références ».
Zhou Yu (175 - 210) 周瑜, également orthographié Tcheou Yu (système EFEO), avait pour prénom social Gongjin (公瑾). C’était un stratège militaire chinois de la fin de la dynastie Han et du début de la période des Trois Royaumes. Il était le frère d’armes de Sun Ce, fondateur du royaume de Wu, et servit ensuite le frère de celui-ci, Sun Quan. Il est considéré comme le principal artisan de la victoire de la Bataille de la Falaise rouge (208) qui opposa la coalition Shu/Wu à Cao Cao et qui obligera ce dernier à renoncer à unifier la Chine. Son personnage a été immortalisé dans le roman Histoire des Trois Royaumes et dans de nombreux opéras. On le connaît au Japon sous le nom de Shūyu Kōkin. Il est marié avec Xiao Qiao.

## Le personnage historique
La principale référence historique de l’époque est le Sanguo Zhi (Chroniques des Trois Royaumes) qui est la source de la biographie suivante :
Zhou Yu naquit la 4e année de Xi Ping (175) dans la préfecture de Shu. Lors de la 1re année de Chu Ping (190), Sun Jian part rejoindre les autres chefs de guerre dans l’alliance contre Dong Zhuo et déménage sa famille dans la préfecture de Shu. C’est ainsi que son fils, Sun Ce, y fait la connaissance de Zhou Yu. Les deux ayant presque le même âge se lient rapidement d’amitié.
L’oncle de Zhou Yu, Zhou Shang, était le Grand Administrateur de Dan Yang. Quelques années plus tard, lors de la 1re année de Xin Ping (194), un jour que Zhou Yu partait lui rendre visite, il croise Sun Ce par coïncidence. Ce dernier était en train de faire traverser le fleuve Yangze à une armée afin de se rendre à Li Yang et commencer la reconquête des terres de son père. Sun Ce envoya une lettre à Zhou Yu qui en retour prêta à Sun Ce une partie de ses propres troupes et décida de le rejoindre, au grand ravissement de Sun Ce. Le duo capture ensuite Heng Jiang et Dang Li, et attaquent Mo Ling où ils battent Ze Rong et Xue Li. Ils poussent ensuite jusqu’au sud vers Hu Shu, Jiang Cheng et marchent sur Qu'Ah, forçant Liu Yao à prendre la fuite.
L’armée de Sun Ce est à ce moment forte de plusieurs dizaines de milliers et Sun Ce estime pouvoir pousser jusqu’à conquérir les préfectures de Wu et de Han Ji, soumettant du même coup les tribus de Shan Yue. Il demande alors à Zhou Yu de revenir défendre Dan Yang.
Peu après, Yuan Shu ordonne à son cousin, Yuan Yin, de remplacer Zhou Shang en tant que grand administrateur de Dan Yang, obligeant Zhou Yu et son oncle à s’en aller vers Shou Chun. Yuan Shu envisage de prendre Zhou Yu à son service, mais ce dernier refuse, probablement parce qu’il avait envisagé la défaite future de celui-ci. Il brigue néanmoins le poste de magistrat de Juchao, ville située près du Yangze, qui lui aurait donné l’occasion de revenir à Jiang Dong pour rejoindre Sun Ce en cas de problème. Ignorant les véritables intentions de Zhou Yu, Yuan Shu lui accorde le poste.
En la 3e année de Jian An (198), Sun Ce accueille Zhou Yu en personne et lui offre le titre de 建威中郎将, jian wei zhong lang jiang « général en chef qui établit la puissance » et lui offre 2000 troupes et 50 chevaliers sous son commandement. Zhou Yu, qui n’avait alors que 24 ans, était communément appelé « Zhou Lang » (周郎 - Zhou, le jeune gentilhomme). Son caractère charitable et loyal était reconnu dans la région de Lu Jiang. On lui demande de défendre la région de Niu Zhu, et en récompense on lui offre le poste de magistrat de Chun Gu. Lorsque Sun Ce décide d’attaquer Jing Zhou, il offre à Zhou Yu le poste de grand administrateur de Jiang Xia et le titre de 中护军 zhong hu jun « Général qui protège le centre ». Tous deux capturent ensuite la ville de Wan.
L’année suivante, Sun Ce et Zhou Yu épousent chacun l’une des deux filles de Qiao Gong. L’histoire ne retint pas leurs noms (on sait juste que Zhou Yu épousa la plus jeune : Xiao Qiao, xiao signifiant « benjamine »), mais mentionne leur grande beauté. Ils assaillent ensuite Xun Yang, battant ainsi Liu Xun. Ils attaquent ensuite la préfecture de Jiang Xia et détournent leurs armées afin d’impressionner Yu Zhang et Lu Ling. Zhou Yu reçoit ensuite l’ordre de défendre Ba Qiu.
Lors de la 5e année de Jian An, Sun Ce meurt et son jeune frère Sun Quan prend sa succession. Zhou Yu se rend aux funérailles. De retour à la préfecture de Wu, Zhang Zhao et Zhou Yu se partagent la gestion des affaires d’État.
Lors de la 11e année de Jian An, Zhou Yu et Sun Yu attaquent Ma Tun et Bao Tun, font décapiter les chefs et font 10 000 prisonniers. Le grand administrateur de Jiang Xia dépêche alors Deng Long avec une armée de quelques milliers de soldats pour attaquer Chai Sang. Zhou Yu riposte et capture Deng Long vivant.
Lors du printemps de la 13e année de Jian An, Sun Quan attaque Jiang Xia et nomme Zhou Yu au rang de Maréchal. Lors de cette année-là, Cao Cao envahit Jing Zhou et Liu Zong doit lui faire soumission, ajoutant des dizaines de milliers d’hommes aux troupes de Cao Cao ainsi que les forces navales de Jing Zhou. Cao Cao envoya une lettre proposant à Sun Quan de se soumettre pacifiquement. Ceci inquiéta Sun Quan qui rassembla ses généraux pour avoir leur opinion sur la politique à suivre. Nombre d’entre eux proposèrent de se soumettre à Cao Cao, en avançant les arguments suivants :
- la réputation de Cao Cao était déjà bien établie et ses exploits militaires forçaient le respect ;
- étant donné que Cao Cao tenait Jing Zhou en son contrôle, le royaume de Wu ne pouvait plus compter sur son avantage géographique (il fallait traverser le fleuve Yang Ze pour les attaquer et Cao Cao détenait la voie la plus aisée pour les atteindre) ;
- Cao Cao venait également de faire l’acquisition de la flotte navale de Liu Biao, ajoutant environ mille vaisseaux à sa flotte. Ceci lui permettait si nécessaire de lancer une invasion de grande envergure via Jiang Dong ;
- enfin, l’armée de Cao Cao était beaucoup plus importante en taille que celle du royaume de Wu.

Zhou Yu émit pourtant un avis différent et exposa les points faibles de l’expédition de Cao Cao vers le sud :
- Cao Cao pouvait être considéré comme un traître à l’empereur car il maintenait celui-ci en captivité en profitant de sa position de Premier Ministre ;
- les régions que Cao Cao avait conquises dans le nord n’étaient pas encore stabilisées et il restait dans son dos la menace de Ma Chao et Han Sui à Guan Xi ;
- les armées de Cao Cao, bien qu’émérites, ignoraient tout de l’art des combats navals, ce qui n’était pas le cas des habitants du sud ;
- la saison étant l’hiver, il y avait de fortes probabilités pour que l’armée de Cao Cao s’épuise sur les longues marches dans le nord ;
- enfin, l’armée de Cao Cao n’était pas habituée au climat du sud et risquait de nombreuses maladies et épidémies.

Zhou Yu était donc convaincu que la situation était non seulement loin d’être en leur défaveur, mais était même sans doute la meilleure occasion de capturer Cao Cao. Il demanda donc 30 000 hommes à Sun Quan pour les stationner à Xia Kou et lui annonça être certain de pouvoir vaincre Cao Cao.
Liu Bei venait alors de se faire battre par Cao Cao et se rendit à Dang Yang pour voir Lu Su (un conseiller de Zhou Yu). Chacun envisagea des plans d’alliance pour battre Cao Cao et Liu Bei décida de poster ses troupes à Xia Kou et d’envoyer Zhuge Liang à Sun Quan comme émissaire.
Sun Quan dépêcha Zhou Yu, Cheng Pu et d’autres généraux à la rencontre de Liu Bei afin de renforcer leurs positions contre Cao Cao.
La rencontre entre l’alliance formée par Sun Quan et Liu Bei eut lieu à la bataille de la Falaise rouge. L’armée de Cao Cao était affaiblie et malade et battit en retraite très vite malgré sa grande supériorité numérique afin de rejoindre la côte nord du fleuve Yang Ze. Cela pourrait permettre d'établir un camp, se reposer et récupérer en espérant pouvoir bientôt reprendre les hostilités.
Jugeant l’armée de Cao Cao trop nombreuse, Huang Gai ne trouva pas possible de lui résister bien longtemps, mais fit observer que les navires de Cao Cao avaient été attachés ensemble. Il suggéra à Zhou Yu d’incendier la flotte adverse.
La ruse établie fut la suivante : Zhou Yu fit copieusement bastonner Huang Gai en public en prétextant que celui-ci l’avait défié en faisant l’apologie de la reddition, afin donner le change aux espions de Cao Cao. Peu après, une lettre fut envoyée à Cao Cao, annonçant la reddition de Huang Gai et donnant une date à son arrivée. Tombant dans le piège, les soldats de Cao Cao attendirent l’arrivée de Huang Gai sur les bateaux. Huang Gai en arrivant, boutta le feu à son propre navire, et les vents forts répandirent bientôt l’incendie à travers toute la flotte de Cao Cao, d’autant plus facilement que les bateaux étaient enchaînés entre eux. Le feu se propage même aux camps sur la côte, infligeant de lourdes pertes à l’armée de Cao Cao. Ce dernier est contraint de battre en retraite. Liu Bei et Zhou Yu lancent leurs troupes à sa poursuite, mais ne parviennent pas à le capturer. Celui-ci devait néanmoins oublier ses espoirs d’unifier toute la Chine de son vivant et ne parviendra plus jamais à franchir le Yangze.
En la 14e année de Jian An (209), Zhou Yu et Cheng Pu attaquent la préfecture de Nan, défendue par Cao Ren. Attaquants et défenseurs campaient alors chacun d’un côté du fleuve. Avant l’attaque, Zhou Yu envoie Gan Ning et s’installe à Yi Ling. Cao Ren décide alors de diviser ses forces et d’attaquer Gan Ning. Zhou Yu reçut un appel à l’aide, et, sur les conseils de Lü Meng, confie à Ling Tong les arrières et part à la rescousse de Gan Ning. Zhou Yu mène ensuite ses troupes en personne pour traverser le fleuve et attaquer Cao Ren. Lors de la bataille, il reçoit une flèche à la poitrine au côté droit, l’obligeant à battre en retraite. Cao Ren veut profiter de la blessure de Zhou Yu pour l’attaquer, mais malgré son état, Zhou Yu va faire un discours à ses troupes pour gonfler leur moral. Ce fut au tour de Cao Ren de battre en retraite.
Sun Quan nomma Zhou Yu 偏将军 pian jiang jun « général loyal » et grand administrateur de la préfecture de Nan. Il reçoit l’ordre de stationner ses troupes à Jiang Ling. Liu Bei part s’installer à Jing Zhou en tant que gouverneur, et lorsqu'il va rendre une visite à Sun Quan dans la ville de Jing Kou, Zhou Yu demande à Sun Quan de s’en défier. Il désirait séparer Liu Bei de Guan Yu et Zhang Fei, ses frères d’armes, et de l’installer dans la préfecture de Wu, où dans l’indolence, il ne représenterait plus un risque politique. Zhou Yu espère ainsi rallier à lui Guan Yu et Zhang Fei et leurs talents. Cependant, Sun Quan désire exploiter tous les talents en raison de la menace imposée par Cao Cao et de ne pas faire de Liu Bei une exception. De plus, Sun Quan ne pense pas pouvoir contrôler Liu Bei aussi facilement et rejette la proposition de Zhou Yu.
À ce moment-là, Liu Zhang était le gouverneur de Yi Zhou et devait faire face à Zhang Lu. Zhou Yu rend visite à Sun Quan à Jing Kou et lui expose son plan pour capturer les territoires de Cao Cao au nord. Son intention était de mener avec Sun Yu une armée pour capturer les territoires du Shu (les terres de Liu Bei), puis de s’allier avec Zhang Lu, d’installer Sun Yu au Shu, et de boucler les territoires avec celui de Ma Chao. Zhou Yu aurait ainsi pu revenir à Jing Zhou et lancer avec Sun Quan l’attaque sur Cao Cao en direction de Xiang Yang. Sun Quan approuva le plan et Zhou Yu revint à Jiang Ling pour faire les préparations. Zhou Yu devait malheureusement mourir de maladie en se rendant à Ba Qiu, en la 15e année de Jian (210), seulement âgé de 35 ans.
Outre son génie militaire, l’histoire retiendra de lui sa grande beauté, son charisme, son génie musical, ses relations d’amitié avec Sun Ce mais également l’amour que ses proches lui vouaient.
Cheng Pu aurait dit de lui, toujours selon le Sanguo Zhi : « Être avec Zhou Gongjin, c’est comme de boire du vin froid non coupé d'eau (les chinois le buvaient chaud et coupé) : on est ivre avant de s’en rendre compte. » Quant à Dame Wu, la mère de Sun Ce et de Sun Quan, elle aurait affirmé : « Gongjin est comme un fils pour moi ».
Un dicton de l’époque disait : « 曲有誤，周郎顧 » (s'il y a une erreur dans la chanson, Zhou s’en occupera), car on le disait être capable, même après avoir bu de nombreuses coupes de vin, de repérer n’importe quelle erreur de rythme ou fausse note. Il est aussi parfois fait mention de ses talents de poète, mais aucun poème ne nous est parvenu à ce jour.

## Le personnage de la tradition populaire: un stratège génial mais jaloux
Au-delà des faits historiques, de nombreux portraits de Zhou Yu ont été dressés en Chine, à travers de nombreux opéras et romans. Il a d’ailleurs été célébré dans des poèmes de la dynastie Tang. C’est celui dressé dans le roman Histoire des Trois Royaumes, un des romans les plus lus en Chine écrit sous la dynastie Ming, qui est le plus retenu par les Chinois.
Celui-ci est quelque peu mitigé : Zhou Yu y figure certes parmi les meilleurs et les plus rusés stratèges de l’époque. C’est sur ses stratégies et conseils que Sun Ce (dont il est le frère juré dans le roman) posa les bases du royaume de Wu. Il était, de plus, très aimé de ses hommes et de Sun Quan qui regretta longtemps sa mort. Il est également fait référence de son talent musical dans la scène où il fait une danse du sabre en chantant un poème de sa composition.
Le roman ne renie pas non plus son talent à inventer des ruses : peu avant la bataille de Chibi, Cao Cao lui envoie un de ses anciens amis, Jiang Gan, pour tenter de le rallier à lui. Mais Zhou Yu parvient en fait en retour à convaincre Cao Cao de faire exécuter Cai Mao et Zhang Yun, les deux seuls généraux qui avaient l’expérience du combat naval.
Par contre, on retient surtout de lui son intolérance et son orgueil démesuré face au génie de Zhuge Liang, le stratège du royaume Shu, pourtant son allié. Le roman populaire des « Trois Royaumes », désirait en effet mettre en avant la légitimité du royaume du Shu et devait donc montrer la supériorité du talent de Zhuge Liang. C’est pourquoi, bien que les sources historiques n’aient jamais retenu de relation particulière entre eux, les auteurs ont désiré néanmoins mettre Zhuge Liang en compétition avec Zhou Yu. Opposer Zhuge Liang à Zhou Yu, pourtant un stratège de tout premier ordre, et en montrant comment il pouvait le tourner en ridicule sans trop se fatiguer, ce qui servait à illustrer son talent divin.
Le personnage de Zhou Yu, éclipsé au profit de Zhuge Liang est donc bien souvent associé à la jalousie démesurée et à la frustration que peut ressentir ceux qui ne parviennent pas à surpasser leurs rivaux malgré tous leurs efforts. Bien que brillant, il ne peut se résoudre à demeurer inférieur à Zhuge Liang et cherche à comploter dans l’ombre pour l’abattre sans jamais pouvoir y parvenir.
Leur rivalité commence dès leur première rencontre : face à la menace posée par Cao Cao, Zhuge Liang et Zhou Yu comprirent très vite qu’il fallait s’allier pour y faire face. Mais pour des raisons symboliques, chacun se refusait de demander le premier l’aide de l’autre. Aussi lors de leur première rencontre, Zhou Yu faisait mine d’avoir l’intention de vouloir se soumettre à Cao Cao, voulant amener Zhuge Liang à s’opposer à l’idée et faire les premières propositions. Pourtant ce fut Zhuge Liang qui fut le plus subtil : il félicita Zhou Yu pour l’idée et lui révéla, l’air de rien, que Cao Cao se contenterait somme toute d’un tribut de deux femmes. Zhou Yu lui demanda lesquelles, Zhuge Liang lui répondit qu’il s’agissait des sœurs Qiao, réputées pour leur grande beauté. Il ajouta que Cao Zhi, le fils de Cao Cao, avait composé à la demande de son père un poème faisant l’éloge de leur grande beauté et sa volonté de s’emparer d’elles pour son harem.
À l’écoute de la récitation du poème, Zhou Yu entra dans une colère noire : non seulement l’une des sœurs Qiao était la femme de son frère juré décédé, mais l’autre était également sa propre femme ! Zhuge Liang fit l’innocent, ne prétendant rien savoir de cet état de fait. Zhou Yu jura de contrarier les plans de Cao Cao et fut ainsi le premier à demander l’aide de Zhuge Liang.
Mais avec le temps, voyant la subtilité des manœuvres de son nouvel allié, il finit par comprendre comment il avait été floué et sa jalousie ne fit alors que s’accroître.
Bien que dans la réalité historique il semblerait que ce soit Zhou Yu l’artisan de la victoire de la bataille de Chibi, dans le roman, son rôle est moins louable : Zhuge Liang crée les stratégies, mais en laisse à Zhou Yu toute la gloire afin d’attirer les foudres de Cao Cao à son encontre.
Initialement, Zhou Yu voulait rallier Zhuge Liang à son service mais n’y parvint pas. Aussi préféra-t-il le faire assassiner au moment où le Shu était encore faible, avant que celui-ci ne puisse être atteint et devienne un adversaire redoutable. Zhou Yu tentera de nuire à Zhuge Liang par trois fois, mais non seulement celui-ci s’en tirera, mais retournera les plans de Zhou Yu contre lui de façon humiliante et lui causera en retour trois grandes fureurs.
Zhou Yu donna à Zhuge Liang la tâche d’obtenir 100 000 flèches en moins de 10 jours dans l’espoir que celui-ci, en échouant, lui fournisse un prétexte pour l’écarter. Mais Zhuge Liang se contenta d’aller narguer les archers de Cao Cao et de récupérer les flèches que ceux-ci lui tireront. Zhou Yu sentit qu’il devait absolument se débarrasser du royaume de Shu si celui-ci devait posséder un tel stratège. Ce sont les échecs répétés qui causèrent les « trois grandes fureurs » :
- après la bataille de la Falaise rouge, le royaume de Shu et celui de Wu s'intéressaient tous deux à la ville de Jingzhou. Zhou Yu était persuadé de pouvoir le conquérir facilement, mais fut grièvement blessé par une flèche empoisonnée tirée par Cao Ren. Après de nombreuses batailles qui lui coutèrent cher, Zhou Yu parvint enfin à battre Cao Ren. Mais entre-temps, Zhuge Liang fit une fausse lettre au nom de Cao Cao qui permit à Zhang Fei d’entrer dans la ville et de la prendre sans aucun effort. Zhou Yu fut tellement furieux qu’il hurla à la mort et sa blessure s’ouvrit ;
- la deuxième fois, sentant que Liu Bei risquait de devenir un voisin dangereux dans le futur, il voulait l’attirer au royaume de Wu sous le prétexte d’un mariage avec la sœur de Sun Quan. Zhuge Liang comprit la ruse et… avertit la population du mariage. Zhou Yu changea un peu le plan en tentant de garder Liu Bei dans le royaume de Wu, en lui faisant construire un palace splendide. L’idée était qu’en l’absence de leur maître, Guan Yu, Zhang Fei et Zhuge Liang ne parviendraient pas à garder le contrôle du royaume et leur armée finirait par se disperser. Mais avant même que le plan ne soit mis à exécution, Liu Bei s’enfuit avec sa nouvelle femme. Zhou Yu tenta d’envoyer des hommes pour l’assassiner, mais fut battu à plate couture. Zhou Yu, déjà en colère, devint véritablement fou de fureur en entendant les soldats de Liu Bei qui lui criaient à l’unisson depuis les navires sur l’ordre de Zhuge Liang : « Le plan de la conquête de la Chine du Sieur Zhou Yu s’achève par la perte de Dame Sun et de ses troupes. » Sa blessure se rouvrit à nouveau et il perdit connaissance ;
- ces échecs répétés avaient poussé Zhou Yu à bout. Il proposa un plan : attaquer et conquérir Xichuan pour le compte de Liu Bei, à la condition que celui-ci revienne de Jingzhou. Il ne s’agissait en fait que d’un prétexte pour en fait faire mine d’attaquer Xichuan et en fait attaquer Jingzhou par surprise lorsque Liu Bei viendrait pour les accueillir. Mais en arrivant, Liu Bei n’apparut pas et Zhao Yun annonça à Zhou Yu du haut des murs que Zhuge Liang avait parfaitement compris son petit manège. Zhou Yu voulut donner le change en menant ses troupes vers Xichuan. Mais en chemin, il reçut un courrier moqueur de Zhuge Liang, qui lui expliquait comme on explique à un enfant, que mener une attaque contre Xichuan, alors que Cao Cao ne brûle que de se venger de la défaite de la bataille de Chi Bi et profiterait de la moindre occasion pour attaquer le royaume de Wu, serait ridicule. Et du haut de la colline, il voit Zhuge Liang confortablement installé qui rit de sa déconfiture. Humilié, Zhou Yu entra pour une troisième et dernière fois dans une fureur noire et sa blessure se rouvrit pour une dernière fois, le laissant mourant.

Juste avant d’expirer, il prononça les paroles suivantes à l’encontre du Ciel :「既生瑜，何生亮？」 (Ji sheng Yu, he sheng Liang : « Après que moi, Yu, sois né, pourquoi avoir aussi fait naître Liang ? »).
Ironiquement, Zhuge Liang se servit de la mort de Zhou Yu à son avantage en allant faire son apologie sur sa dépouille lors de la veillée funèbre, s’attirant ainsi les sympathies du royaume de Wu. Quant à Pang Tong, la seule personne suffisamment intelligente pour comprendre l’insulte que faisait Zhuge Liang au royaume de Wu avec un tel comportement, Zhuge Liang parvient à le convaincre à s’enrôler dans son camp. Ainsi, même mort, Zhou Yu n’était jamais resté que la marionnette de Zhuge Liang, incapable d’échapper à son emprise et n’ayant jamais réussi à le surpasser…